# Ravensko
Rávensko je ravninski del Prekmurja v Vzhodni Sloveniji na levem bregu reke Mure.
Na severu se meji z Goričkem, ki je gričevnata podpokrajina Prekmurja. Na zahodu ga meji država Avstrija ob potoku Kučnici. Na vzhodu se meji z dolinskim delom Prekmurja, vendar ni naravne meje med Ravenskem in Dolinskem. Prvotnejše ime Ravensko je nastalo v razlikovanje od Goričkega, medtem ko se je spodnji del ravnine, ki je Dolinsko začel označevati kot njen dolnji del. Zaradi tega je možno imenovati prekmursko Dolinsko kot Dolenje Ravensko.
Ravensko so nekoč predali ravninski potoki Črnec, Dobel in Mokoš. Ti potoki si vplivali na naselja in zavite poti. Zgodovinske poti na Ravenskem so speljane v vzhodno-zahodni smeri. Danes tako tečejo glavne povezane z osrednjimi kraji Slovenije ter z Avstrijo in Madžarsko. Tudi na Ravenskem se je moralo prebivalstvo izseljevati zaradi gospodarskih vzrokov. To je bilo sezonsko izseljevanje, ki se je usmerjalo v razne kraje. Čeprav je bilo sezonskih delavcev z Ravenskega sorazmerno znatno manj kot z Goričkega.
Na področju ni dosti gozdov kot na Goričkem, kjer je že več kot tretjina površine porastla z gozdom.
Na Ravenskem leži tudi gospodarsko in kulturno središče Prekmurja mesto Murska Sobota.
Naselja: Bakovci, Beznovci, Bogojina, Borejci, Bukovnica, Cankova, Černelavci, Dobrovnik, Domajinci, Filovci, Gederovci, Genterovci, Gorica, Gradišče, Ivanci, Kobilje, Krog, Kupšinci, Lemerje, Markišavci, Martjanci, Lukačevci, Mlajtinci, Moravske Toplice, Motvarjevci, Murska Sobota, Murski Petrovci, Nemčavci, Noršinci, Petanjci, Polana, Pordašinci, Predanovci, Puconci, Pušča, Puževci, Rakičan, Rankovci, Satahovci, Skakovci, Sodišinci, Strukovci, Šalamenci, Tešanovci, Tišina, Topolovci, Tropovci, Vanča vas, Veščica.

### Ravensko narečje
Ravensko je mpčno povezano Ravensko z Goričkim v enoto Prekmurja, kar lahko opazujemo v ravenskem narečju prekmurščine. Namreč v goričkem in ravenskem narečju palatalni zaporniški izgovor j gre v enofonemski dž, dj, g, tj, k. Dolgi ravenski samoglasniki so iː/iːi̯, üː/üːi̯, uː, eːi̯, oːu̯, ẹː, ọː, öː, aː. Dolgi enoglasniki in dvoglasniki so nastali iz starih ter novih cirkumflektiranih samoglasnikov. Kratki naglašeni samoglasniki so nastali iz staro- in novoakutiranih ter umično naglašenih samoglasnikov. Na obmejnih področjih Goričkega in Ravenskega vaška podnarečja tvorijo prehod v goričko narečje (na Cankovi, Vaneči in Vučji Gomili).